# Calliostoma echinatum
Calliostoma echinatum är en snäckart som beskrevs av Dall 1881. Calliostoma echinatum ingår i släktet Calliostoma och familjen Calliostomatidae. Inga underarter finns listade i Catalogue of Life.